# NGC 3599
NGC 3599 é uma galáxia lenticular (S0) localizada na direcção da constelação de Leo. Possui uma declinação de +18° 06' 37" e uma ascensão recta de 11 horas, 15 minutos e 26,8 segundos.
A galáxia NGC 3599 foi descoberta em 14 de Março de 1784 por William Herschel.